# تقي أباد (سفيد دشت)
تقي أباد (بالفارسية: تقی‌آباد) هي قرية تقع في إيران في قسم سفید دشت الريفي.